# 2024-es öttusa-világbajnokság
A 2024-es öttusa-világbajnokságot, amely a 63. volt, a kínai Csengcsouban rendeztek 2024. június 9. és 16. között. Az öt versenyszám a hagyományos vívás, úszás, lovaglás és a lövészettel kombinált futás voltak.

## Éremtáblázat
|          | Nemzet        | Arany | Ezüst | Bronz | Összesen |
| 1.       | Dél-Korea     | 4     | 2     | 1     | 7        |
| 2.       | Magyarország  | 3     | 2     | 1     | 6        |
| 3.       | Egyiptom      | 0     | 2     | 0     | 2        |
| 4.       | Ukrajna       | 0     | 1     | 0     | 1        |
| 5.       | Csehország    | 0     | 0     | 1     | 1        |
| 5        | Franciaország | 0     | 0     | 1     | 1        |
| 7.       | Guatemala     | 0     | 0     | 1     | 1        |
| 8.       | Litvánia      | 0     | 0     | 1     | 1        |
| 9.       | Mexikó        | 0     | 0     | 1     | 1        |
| Összesen | Összesen      | 7     | 7     | 7     | 21       |

## Érmesek

### Öttusa

#### Férfi
| Versenyszám | Arany                                                   | Arany | Ezüst                                                     | Ezüst | Bronz                                                 | Bronz |
| ----------- | ------------------------------------------------------- | ----- | --------------------------------------------------------- | ----- | ----------------------------------------------------- | ----- |
| Egyéni      | Bőhm Csaba · Magyarország                               | 1551  | Szép Balázs · Magyarország                                | 1524  | Jun Woong-tae · Dél-Korea                             | 1513  |
| Csapat      | Magyarország · Bőhm Csaba · Demeter Bence · Szép Balázs | 4544  | Dél-Korea · Jun Woong-tae · Kim Soeng-jin · Seo Chang-wan | 4415  | Csehország · Marek Grycz · Matěj Lukeš · Martin Vlach | 3738  |
| Váltó       | Dél-Korea · Jun Woong-tae · Seo Chang-wan               | 1466  | Ukrajna · Maksym Aharushev · Oleksandr Tovkai             | 1442  | Franciaország · Léo Bories · Ugo Fleurot              | 1427  |

#### Női
| Versenyszám | Arany                                                  | Arany | Ezüst                                                   | Ezüst | Bronz                                                   | Bronz |
| ----------- | ------------------------------------------------------ | ----- | ------------------------------------------------------- | ----- | ------------------------------------------------------- | ----- |
| Egyéni      | Seong Seung-min · Dél-Korea                            | 1434  | Guzi Blanka · Magyarország                              | 1433  | Erdős Rita · Magyarország                               | 1418  |
| Csapat      | Magyarország · Bauer Blanka · Erdős Rita · Guzi Blanka | 4229  | Dél-Korea · Jang Ha-eun · Kim Sun-woo · Seong Seung-min | 4182  | Mexikó · Mariana Arceo · Catherine Oliver · Tamara Vega | 3766  |
| Váltó       | Dél-Korea · Kim Sun-woo · Seong Seung-min              | 1321  | Egyiptom · Amira Kandil · Haydy Morsy                   | 1282  | Guatemala · Sofía Cabrera · Sophia Hernández            | 1271  |

#### Vegyes
| Versenyszám | Arany                                   | Arany | Ezüst                                      | Ezüst | Bronz                                          | Bronz |
| ----------- | --------------------------------------- | ----- | ------------------------------------------ | ----- | ---------------------------------------------- | ----- |
| Váltó       | Dél-Korea · Seo Chang-wan · Kim Sun-woo | 1116  | Egyiptom · Mohamed El-Gendy · Malak Ismail | 1110  | Litvánia · Titas Puronas · Elzbieta Adomaitytė | 1105  |

### Lézer futás
| Versenyszám  | Arany                                        | Arany    | Ezüst                                                                | Ezüst    | Bronz                                                       | Bronz    |
| ------------ | -------------------------------------------- | -------- | -------------------------------------------------------------------- | -------- | ----------------------------------------------------------- | -------- |
| Férfi egyéni | Luo Shuai · Kína                             | 09:57,91 | Lorenzo Macías · Mexikó                                              | 10:18,97 | Liu Zhenfeng · Kína                                         | 10:21,53 |
| Férfi csapat | Kína · Luo Shuai · Liu Zhenfeng · Fan Daqian | 30:43,78 | Franciaország · Mohamed-Kamis Mtir · Florian Gerbe · Dany Boussada   | 32:46,60 | Kuvait · Ahmed Al-Ameer · Naser Al-Azemi · Abdallah Meshref | 46:36,40 |
| Női egyéni   | Wu Xiyao · Kína                              | 11:45,46 | Ma Yujuan · Kína                                                     | 11:56,47 | Sun Wanting · Kína                                          | 12:02,67 |
| Női csapat   | Kína · Wu Xiyao · Ma Yujuan · Sun Wanting    | 35:44,60 | Fülöp-szigetek · Juliana Sevilla · Shyra Aranzado · Princess Arbilon | 37:54,54 | Kína · Wu Haoran · Zhang Ting · Zhang Jing                  | 37:31,80 |
| Vegyes váltó | Kína · Wu Xiyao · Liu Zhenfeng               | 12:36,20 | Mexikó · Lorenzo Macías · Mariana Arceo                              | 12:37,07 | Fülöp-szigetek · Shyra Aranzado · Samuel German             | 12:27,27 |